# Stenaelurillus natalensis
Stenaelurillus natalensis là một loài nhện trong họ Salticidae.
Loài này thuộc chi Stenaelurillus. Stenaelurillus natalensis được Haddad & Wanda Wesołowska miêu tả năm 2006.